# スローター
スローター（Slaughter）は、1989年にラスベガスで、元ヴィニー・ヴィンセント・インヴェイジョン（英語: Vinnie Vincent Invasion）のマーク・スローター（英語: Mark Slaughter）とディナ・ストラム（英語: Dana Strum）を中心に結成されたハードロック / グラムメタル・バンド。
ヴィニー・ヴィンセント・インヴェイジョン時代のクリサリス・レコードが、ヴィニー・ヴィンセントと契約を解除したことで、本来払うはずであった契約金400万ドルをスローターの援助に使うことができ、デビューに至った。

## バンドメンバー

### 現在のメンバー
- マーク・スローター - ボーカル、リズムギター、キーボード（1988年 - 現在）
- ジェフ・ブランドー - リードギター、コーラス（1998年 - 現在）
- ディナ・ストラム - ベース、コーラス（ 1988年 - 現在）
- ブラス・エリアス - ドラム、コーラス（ 1988年 - 2003年,  2019年 - 現在）

### 元メンバー
- ティム・ケリー - リードギター、コーラス（1988年 - 1998年、交通事故で死去）
- ゾルダン・チェイニー - ドラム、コーラス（2011年 -  2019年）

### サポートメンバー
- ティモシー・ディデュロ - ドラム（2006年、2008年）
- デイブ・マーシャル - リードギター、コーラス（1995年、1998年）
- ボビー・ロック - ドラム（2003年 - 2004年）

## ディスコグラフィー

### スタジオ・アルバム
- Stick It to Ya (1990年、邦題『欲望のターゲット』)
- The Wild Life (1992年)
- Fear No Evil (1995年)
- Revolution (1997年)
- Back to Reality (1999年)

### ライブ・アルバム
- Stick It Live (1990年)
- Eternal Live (1998年)

### コンピレーション
- Mass Slaughter: The Best of Slaughter (1995年)